# Let's Catch
Let's Catch é um jogo de videogame desenvolvido pelo estúdio Prope e publicado pela Sega exclusivamente para o Wii. Ele foi lançado como download pago no WiiWare no Japão em 16 de Dezembro de 2008; na América do Norte em 15 de Junho de 2009; e na região europeia em 19 de Junho de 2009.

## Histórico
Let's Catch consiste em diversos mini-jogos, que requerem que o jogador lance e pegue bolas de basebol com uma das mãos. Também existe um conteúdo restrito, liberado apenas após o usuário também adquirir o Let's Tap.

## Jogabilidade
O jogo possui os seguintes modos de jogo:
| Modo         | Jogadores | Objetivo                                                                                           |
| ------------ | --------- | -------------------------------------------------------------------------------------------------- |
| Story        | 1         | Jogue contra nove personagens de uma família em um campo aberto.                                   |
| Speed Catch  | 1         | Cada vez que você pega a bola, a velocidade aumenta, podendo atingir 240km/h.                      |
| Nine Trial   | 1-4       | Derrube nove painéis, contendo a pontuação dos números de um a nove.                               |
| Bomber Catch | 1-4       | A conhecida brincadeira batata-quente, muda quando os jogadores usam uma bomba prestes a explodir. |
| High Score   | 1-2       | Quanto mais lançar e não deixar cair a bola, mais pontos se ganha e mais rápido fica.              |
| Free Play    | 1-2       | Modo para praticar o lançamento e a pegada de bolas.                                               |

## Recepção
Embora a Nintendo Life tenha elogiado a apresentação e uso dos controles, o jogo inteiro foi considerado superficial e repetitivo. A IGN, apesar de comentar que o modo história é emocionante e único, também observou a natureza repetitiva do jogo.